# 高岡やぶなみ駅
高岡やぶなみ駅（たかおかやぶなみえき）は、富山県高岡市羽広にある、あいの風とやま鉄道線の駅である。
2015年3月14日の北陸新幹線開業による経営移管後に、あいの風とやま鉄道が新規に設置した駅である。

## 歴史

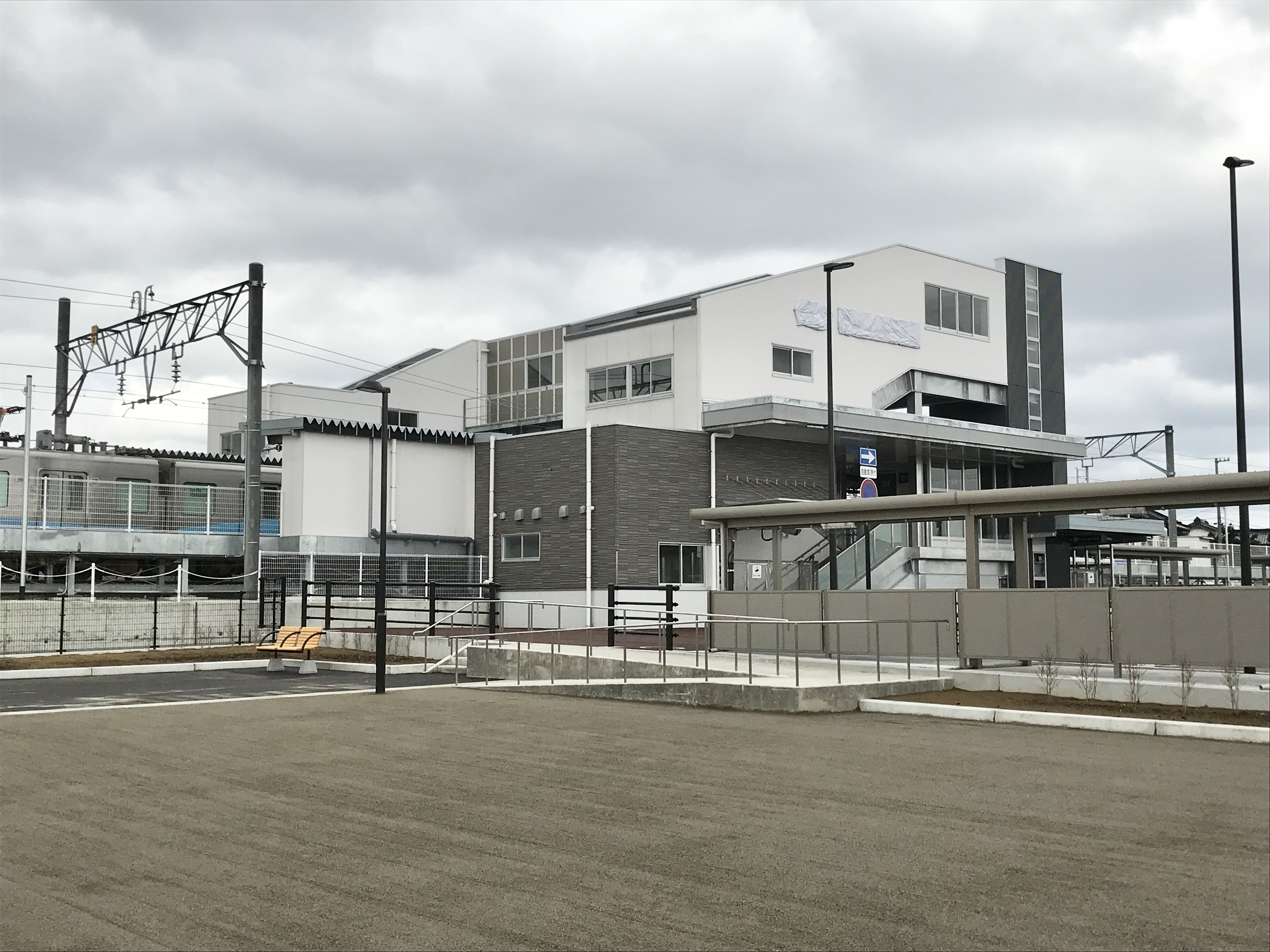
開業直前の当駅（2018年3月10日）

北陸新幹線の金沢延伸開業の際、富山県内の北陸本線は並行在来線としてJR西日本から経営分離されることが決定していた。それを受け、2011年（平成23年）に富山県により「駅間4 km以上の区間のほぼ中央であり、概ね5000人以上の駅勢圏人口及び概ね500人以上の乗降人員が見込まれる区間」への新駅設置について調査が行われ、西高岡駅 - 高岡駅間については富山駅 - 東富山駅間とともに有力な候補として具体的に計画が進み、2018年（平成30年）3月17日に当駅が開業した。
あいの風とやま鉄道線では初となる新駅であり、旧北陸本線時代から数えても1964年（昭和39年）の東滑川駅開業（信号場から格上げ）以来54年ぶりの新駅設置となった。
新駅整備にあたっては幹線鉄道等活性化事業費補助（形成計画事業）を活用し、第三セクターであるあいの風とやま鉄道を主体として、国（鉄道・運輸機構経由）および地方公共団体の補助金を財源として事業が進められた。整備費は約8億円で、国、県、市が各々3分の1ずつを負担した。

### 年表
- 2011年（平成23年）9月22日：石井隆一知事が住民とのタウンミーティングにおける新駅設置の要望を受け、高岡駅 - 西高岡駅間を並行在来線経営分離後の新駅設置候補地として具体的に検討していく旨を表明する[7][8]。
- 2012年（平成24年）
  - 2月3日：石井隆一知事が並行在来線経営分離後の新駅設置に係る調査により高岡駅 - 西高岡駅間は採算性の認められる場所の一つであると言明する[9]。
  - 2月16日：高橋正樹高岡市長が新年度予算案に高岡駅 - 西高岡駅間に設置予定の新駅に係る調査費を計上した旨を発表する[10]。
  - 5月12日：同日実施の「平成24年度富山県並行在来線対策協議会」で、富山県による「新駅設置可能性調査結果」の結果が示される[1]。西高岡駅 - 高岡駅間は富山駅 - 東富山駅間とともに、他の5地点[注釈 2]より良好な調査結果を示し、「モデル事例」とされた[1]。
- 2013年（平成25年）3月6日：高橋正樹高岡市長が高岡駅 - 西高岡駅間の新駅を和田・羽広地内に設置する方針を表明する[11]。
- 2014年（平成26年）9月24日：高岡駅 - 西高岡駅間に設置する新駅に接続する道路の内一路線を富山県が整備することが決定する[12]。
- 2015年（平成27年）
  - 1月：政府の2015年（平成27年）度予算案に高岡駅 - 西高岡駅間に設置する新駅に係る国庫補助金が計上される[13][14]。
  - 3月：高岡市が同月発表した「あいの風とやま鉄道地域公共交通網形成計画」に新駅設置計画が盛り込まれる[15]。
  - 3月14日：北陸新幹線金沢延伸開業に伴い、富山県内の北陸本線があいの風とやま鉄道に経営移管[16]。
  - 7月30日：新駅に整備する跨線橋を自由通路となすことを決定する[17]。
- 2016年（平成28年）
  - 12月1日 - 12月21日：高岡市が新駅設置推進協議会が提示した駅名3案[注釈 3]から市民投票を実施[18][19]。
  - 12月25日：着工[18][20][21]。
- 2017年（平成29年）2月15日：駅名を「高岡やぶなみ駅」に決定[22][23][24]。
- 2018年（平成30年）3月17日：開業[3]。

### 駅名の由来
奈良時代に越中国司として現在の高岡に赴任していた歌人、大伴家持により750年（天平勝宝2年）旧暦2月18日に詠まれた、以下の和歌で言及される地名「藪波（やぶなみ）の里」より。この所在地については諸説あるが、当駅近隣の高岡市和田とする説もある。

## 駅構造
4両編成に対応する相対式ホーム2面2線（85 m）を有する地上駅。
地上駅舎が東西の各ホームごとに設けられ、それぞれに、無人改札口（自動券売機、IC簡易改札機付）が設置される。跨線橋は東西自由通路を兼ねたもので、エレベーターを備える。
デザインは「通勤・通学駅として、地域の人々に親しまれ、愛着をもたれる駅」を指向し、住宅地の中にあることから「シンプルなつくり」とされている。

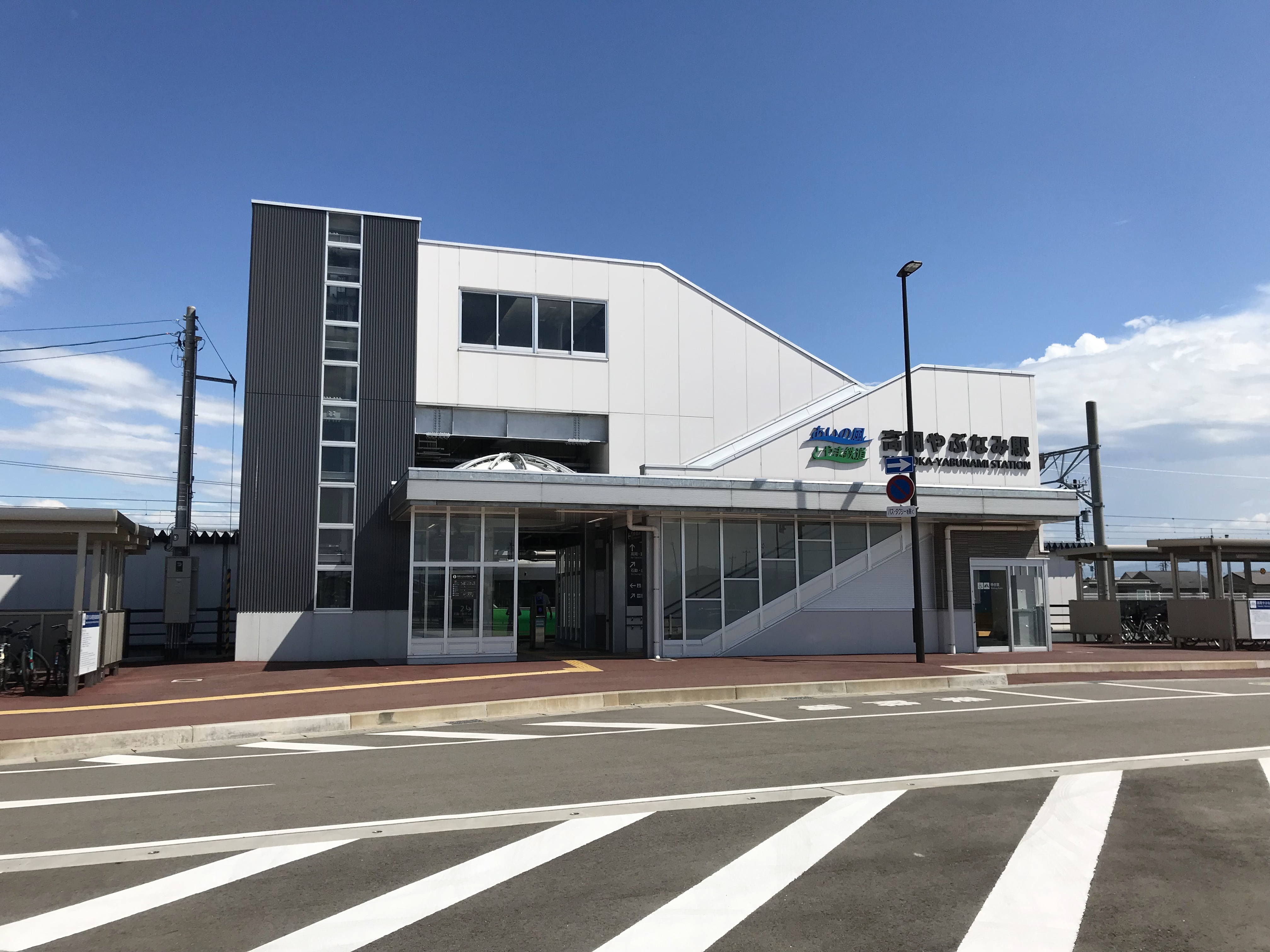
西口駅舎（2019年8月14日）
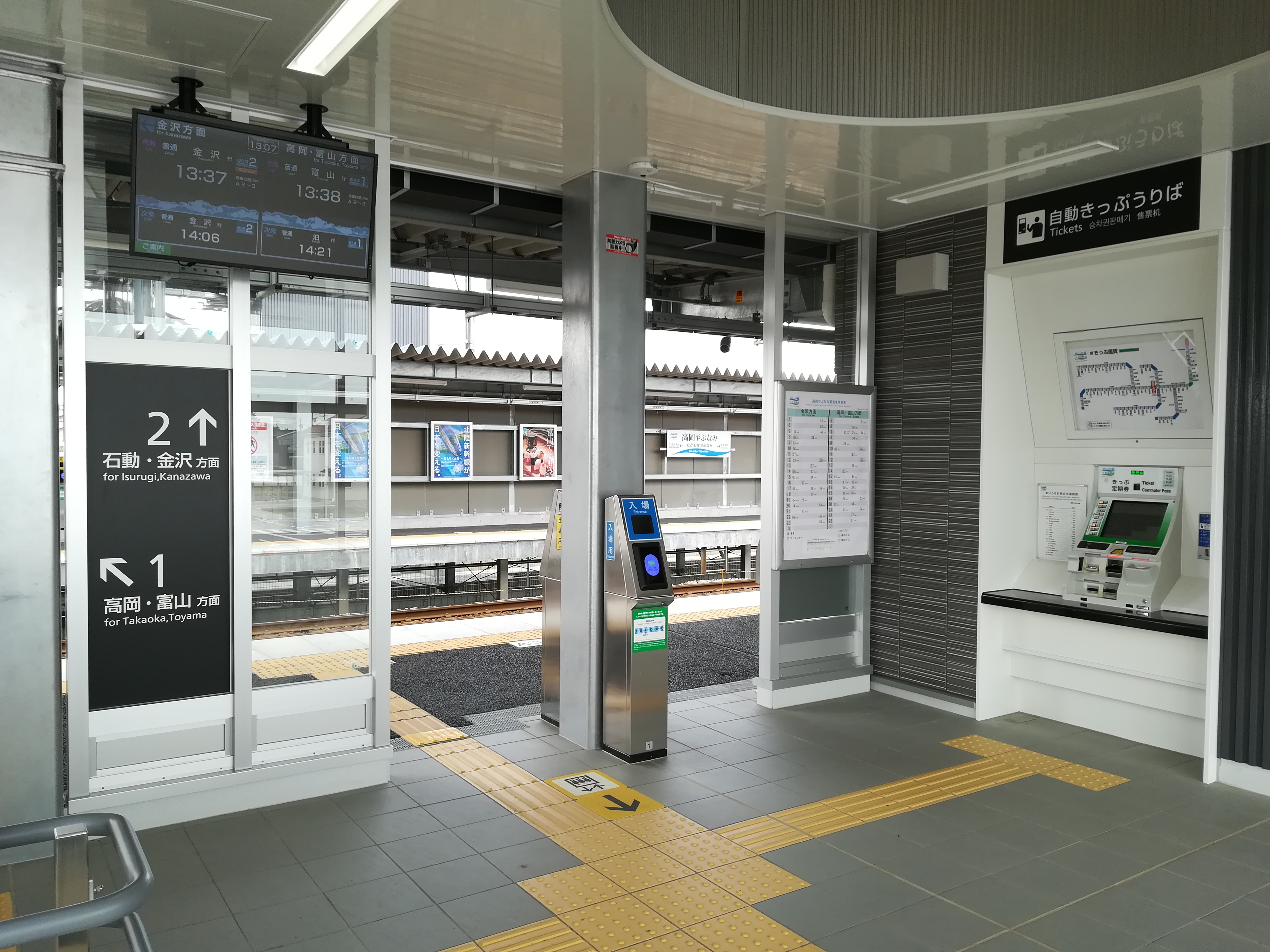
東口改札
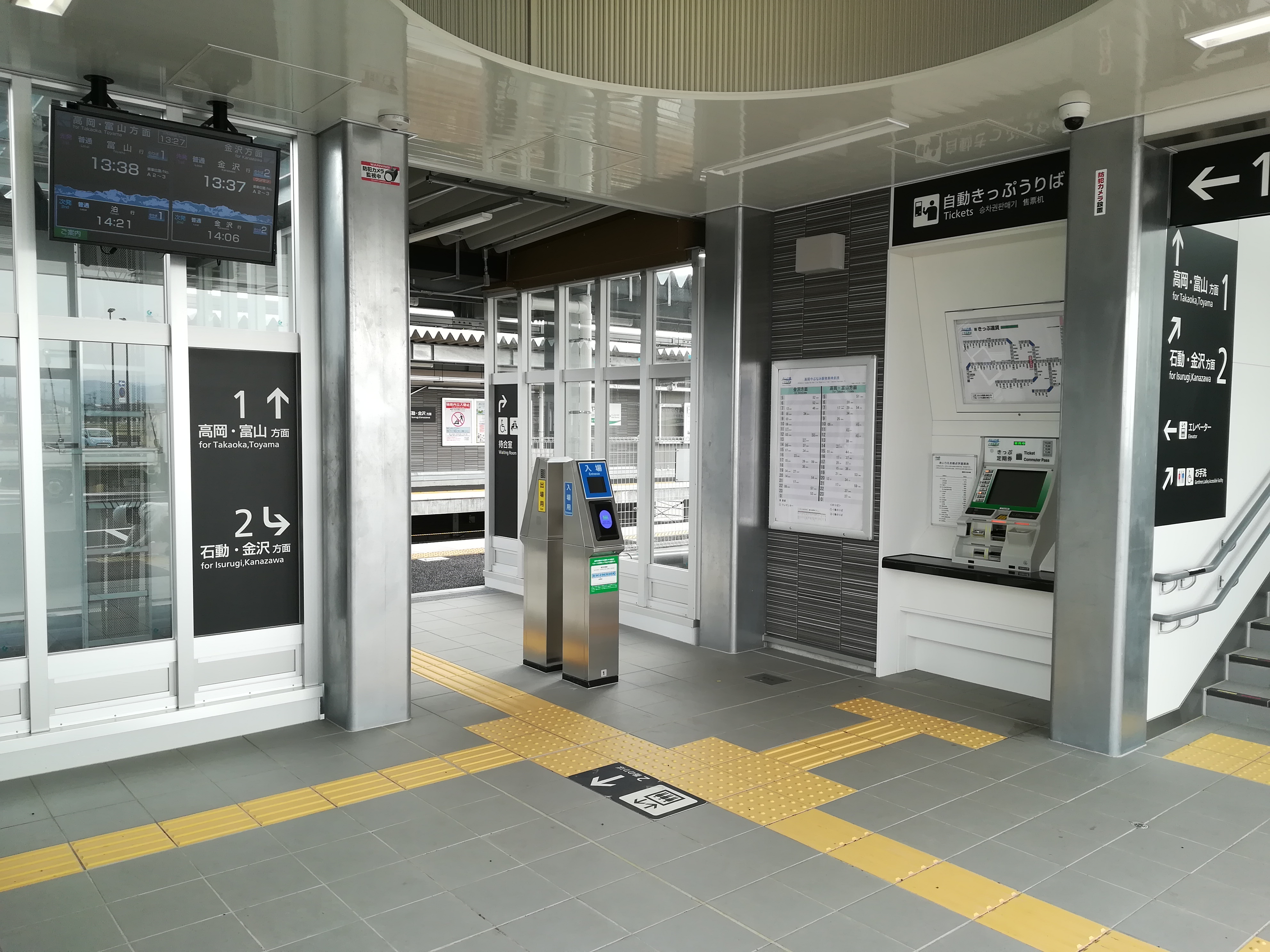
西口改札
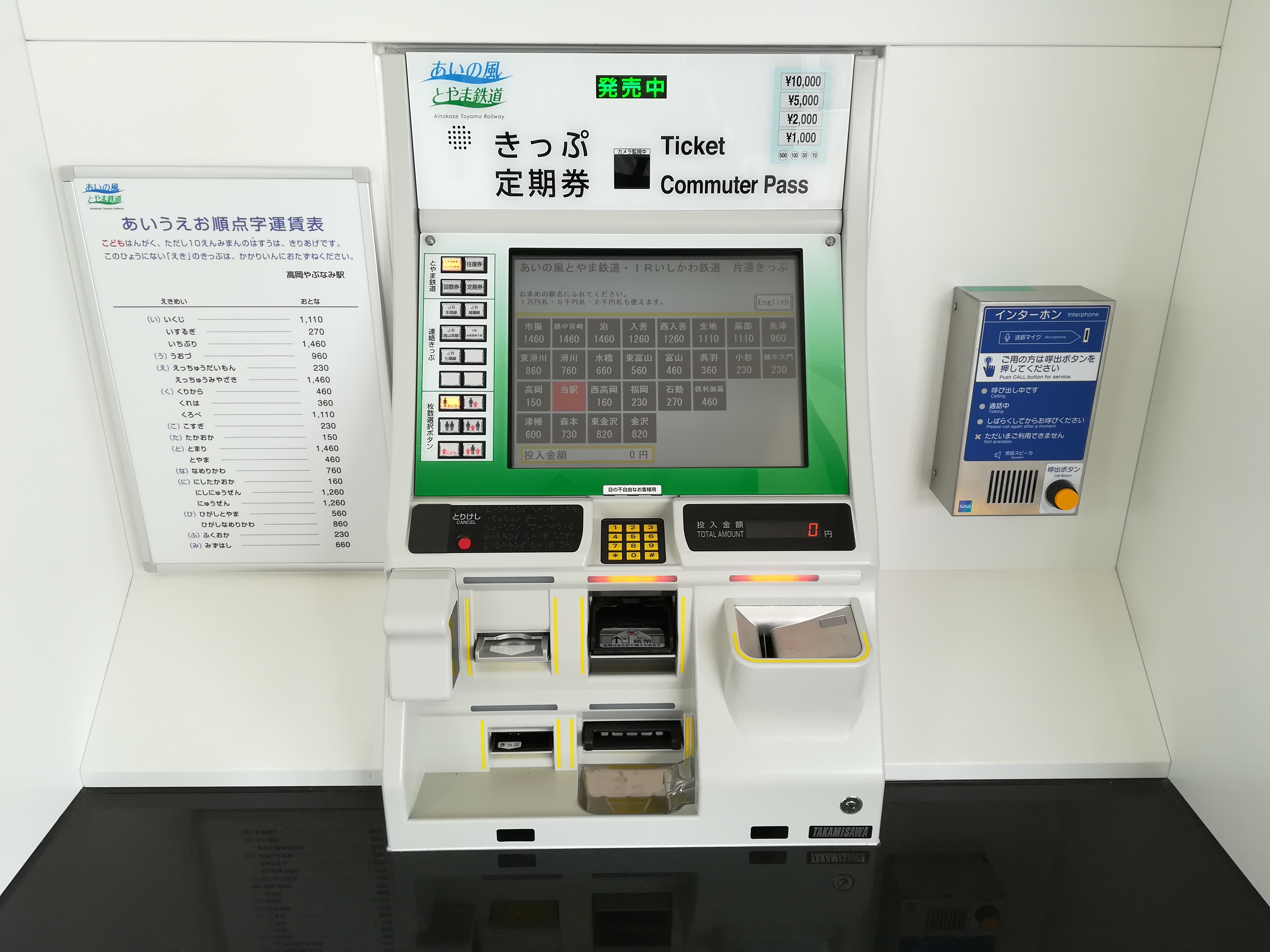
自動券売機

### のりば
| 番線 | 路線                  | 方向 | 行先           |
| ---- | --------------------- | ---- | -------------- |
| 1    | ■あいの風とやま鉄道線 | 下り | 高岡・富山方面 |
| 2    | ■あいの風とやま鉄道線 | 上り | 石動・金沢方面 |

接近メロディとして、開業当初から高岡市の市民歌「ふるさと高岡」が西高岡駅と福岡駅（いずれも本駅開業前の2017年3月より採用）と共通で使われている。

## 利用状況
『富山県統計年鑑』によると、2021年（令和3年）度の1日平均乗車人員は451人である。開業後は1日1,600人の乗降が見込まれていた。。
開業後の1日平均乗車人員の推移は以下の通り。
| 年度               | 1日平均 乗車人員 | 出典   |
| ------------------ | ---------------- | ------ |
| 2017年（平成29年） | 162              |        |
| 2018年（平成30年） | 307              | [ 27 ] |
| 2019年（令和元年） | 399              | [ 28 ] |
| 2020年（令和02年） | 378              | [ 25 ] |

備考
1. ↑  2018年3月17日開業。開業日から同年3月31日までの計15日間を集計したデータ。

## 駅周辺
- 富山県道131号高岡やぶなみ停車場線
- 和田保育園
- 高岡市立木津小学校
- 高岡市立南条小学校
- 高岡市立南星中学校
- 高岡若富郵便局
- 荊波神社[注釈 5]
- マンボウ（MANBOW）高岡店
- 文苑堂TSUTAYA福田本店
- サンコー木津南星店
- ドン・キホーテ 高岡店

## 隣の駅
あいの風とやま鉄道
■あいの風とやま鉄道線
西高岡駅 - 高岡やぶなみ駅 - 高岡駅